# Richard Eberhart
Richard Ghormley Eberhart (Austin, 5 aprile 1904 – Hanover, 9 giugno 2005) è stato un poeta statunitense.

## Biografia
Dopo gli studi all'Università del Minnesota, al Dartmouth College e al St. John's College dell'Università di Cambridge, Richard Eberhart lavorò come tutor privato per il figlio di re Prajadhipok. Successivamente iniziò un dottorato di ricerca ad Harvard, ma non lo portò a termine per dedicarsi alla scrittura. Descritto come un poeta moderno dalla sensibilità romantica, nel corso della sua vita scrisse una quindicina di raccolte, vincendo il Premio Pulitzer per la poesia nel 1965 per Selected Poems, 1930-1965 e il National Book Award nel 1976 per Collected Poems, 1930–1976: including 43 new poems.

## Opere
- A Bravery of Earth (1930)
- Reading the Spirit (1937)
- Song and Idea (1942)
- War and the Poet: An Anthology of Poetry Expressing Man's Attitudes to War from Ancient Times to the Present (1945)
- Poems: New and Selected (1945)
- Burr Oaks (1947)
- Brotherhood of Men (1949)
- Undercliff: Poems 1946–1953 (1953)
- Great Praises (1957)
- Collected Verse Plays (1962)
- The Quarry: New Poems (1964)
- Selected Poems, 1930–1965 (1965)
- Shifts of Being (1968)
- Collected Poems, 1930–1976: including 43 new poems (1976)
- The Long Reach: New and Uncollected Works 1948–1984 (1984)
- New and Selected Poems: 1930–1990 (1990)